# ورنر مولدرس
ورنر مولدرس (به آلمانی: Werner Mölders) (۱۸ مارس ۱۹۱۳ – ۲۲ نوامبر ۱۹۴۱) نظامی و خلبان تک‌خال آلمانی در دوره رایش سوم بود که در جریان جنگ جهانی دوم در لوفت‌وافه خدمت کرد. او به عنوان نخستین خلبان جنگنده در تاریخ هوانوردی ۱۰۰ پیروزی هوایی حاصل نمود. همچنین با حضور داوطلبانه برترین خلبان جنگنده در جنگ داخلی اسپانیا به حساب می‌آید. مولدرس در توسعه تاکتیک‌های نوین جنگنده نقش کلیدی داشت. او با بهره‌گیری از تجربیات خود در اسپانیا مبدع آرایش‌های بسیار موفق و مؤثر دو هواگردی و چهار هواگردی جنگنده‌ها موسوم به «چهار انگشت» بود که در مراحل آغازین جنگ جهانی دوم دست بالا را به لوفت‌وافه بخشید. به جهت مجموع این موفقیت‌ها، مولدرس جزو یکی از تنها ۲۷ تنی که نشان صلیب شوالیه صلیب آهنین با برگ‌های بلوط، شمشیرها و الماس‌ها را دریافت کردند بود.

## سال‌های اولیه
ورنر مولدرس روز ۱۸ مارس سال ۱۹۱۳ در گلزنکیرشن زاده شد. پدرش سال ۱۹۱۵ در نبردگاه جنگ جهانی اول جان باخت و او نزد خانواده مادری پرورش یافت. سال ۱۹۳۱ از یکی بهترین دبیرستان‌های آلمان فارغ‌التحصیل شد. در ابتدا به نیروی زمینی پیوست و در هنگ ۲ پیاده‌نظام پروس قرار گرفت تا دوره سه ساله افسران را بگذراند. با علاقه‌مند شدن به پرواز توسط عمویش، نخستین درخواست او در سال ۱۹۳۵ برای ورود به لوفت‌وافه به دلیل رنج بردن از بیماری حرکت از سوی پزشکان رد اما با نشان دادن ممارست نهایتاً به شکل مشروط مقبول واقع شد. البته مشکل او هنوز کاملاً برطرف نشده بود و در حین پرواز مکرراً دچار حالت تهوع و سردرد شدید می‌شد. بل این حال با اراده سخت به تلاش برای فائق آمدن بر آن ادامه داد. با درجه ستوان دومی یک دوره شش‌ماهه آموزش خلبانی را ماه ژوئن سال ۱۹۳۵ به پایان رساند. سال ۱۹۳۶ به درجه ستوان یکمی ترفیع گرفت. سپس به عنوان مدرس جنگنده دوباله به جناح ۱۳۴ شکاری فرستاده شد.

### جنگ داخلی اسپانیا
تابستان سال ۱۹۳۸ به عنوان «داوطلب» در قالب لژیون کوندور راهی میدان‌های نبرد در جنگ داخلی اسپانیا گردید. مولدرس با پرواز با مدل‌های اولیه‌ای هواگرد جنگنده تک‌باله مسرشمیت ب‌اف ۱۰۹، به عنوان جانشین آدولف گالانت، رهبری اسکادران ۳ از گروه شکاری ۸۸ را بر عهده گرفت. برخی مدعی شده‌اند مولدرس پیش از این دانشجوی گالانت در مونشن بود؛ به هر صورت این ادعا صحت ندارد و این دو برای نخستین بار در اسپانیا با یکدیگر دیدار کردند. گالانت ماه بعد هنگام ترک اسپانیا در گزارشی آورد: «ستوان مولدرس یک افسر و خلبان عالی با توانایی رهبری درخشان و دقیق است.» در این هنگام یگان به هواگردهای منسوخ هاینکل هائی ۵۱ مجهز بود. دو ماه پس از آن که مولدرس هدایت اسکادران را در دست گرفت باز تجهیز آن به هواگردهای به‌روز مسرشمیت ب‌اف ۱۰۹ آغاز شد. مولدرس نبردهای شدیدی را در مناطق آراگون و ابرو تجربه کرد. مولدرس نخستین و دومین پیروزی هوایی خود را روز ۱۵ ژوئیه سال ۱۹۳۸ حاصل کرد. او تا هنگامی که اوایل ماه دسامبر فرماندهی اسکادران را به ستوان دوم هوبرتوس فون بونین سپرد، با مجموعاً ۱۴ پیروزی هوایی به برترین خلبان تک‌خال لژیون کوندور بدل شد. آخرین مورد از این پیروزی‌ها را روز ۳ نوامبر به دست آورد. تمامی این قربانی‌ها، شامل چهار آی-۱۵ و ده آی-۱۶، هواگردهای تک‌موتوره بودند. در بهترین روز، ۳۱ اکتبر، دو آی-۱۵ سرنگون شدند. به جهت تقدیر از این موفقیت‌ها صلیب اسپانیایی طلایی با شمشیرها و الماس‌ها به او اعطا گردید.

### نوآوری تاکتیکی
مولدرس اواخر سال ۱۹۳۸ به آلمان بازگشت. پیشینه شخصی رزمی جایگاه ویژه‌ای در نیروی هوایی برای او ایجاد کرد و او را به یکی از خلبانان مورد علاقه فیلدمارشال هرمان گورینگ، فرمانده کل لوفت‌وافه بدل ساخت. مولدرس در یک جایگاه ستادی در بازرسی نیروهای جنگنده در وزارت هوانوردی رایش در برلین قرار گرفت. مولدرس با بهره‌گیری از تجربیات خود از این جنگ داخلی اسپانیا نقش مهمی در ابداع تاکتیک‌های نوین جنگنده داشت. او معتقد تاکتیک‌های جنگ جهانی اول برای جنگنده‌های نوین تک‌باله و پرسرعت منسوخ و بی‌تاثیر است. به جای پرواز در آرایش سه هواگردی تنگ وی‌شکل (V)، او پرواز جفت با فاصله زیاد در آرایش چهار هواگردی (خوشه) را توسعه داد. این آرایش به جهت شباهت آن به انگشتان یک دست گشاده «چهار انگشت» نامیده شد. بر این اساس در هر جفت یک خلبان نقش اصلی تهاجمی را ایفا و در همین حال هم‌بالش از او پشت سرش محافظت می‌کرد. به شکل مشابهی در سطح خوشه نیز یک جفت نقش اصلی تهاجم را بر عهده می‌گرفت درحالیکه جفت همراهی‌کننده در صورت ایجاب از آن در برابر حملات محافظت می‌نمود. تجهیزات رادیویی نیاز به ارتباط دیداری نزدیک را از بین برده بود. در این حالت لزومی بر تلاش جهت حفظ دقیق آرایش نبود و تمرکز خلبان‌ها بر شناسایی دشمن قرار می‌گرفت؛ در نتیجه فضای بسیار بیشتری در آسمان پوشش داده می‌شد و ابتکار عمل حاصل می‌گردید. علاوه بر این با پخش شدن اعضای آرایش خطر کمتری متوجه هر یک از آن‌ها نسبت به آرایش تنگ بود. عملکرد موفقیت‌آمیز و چشمگیر مولدرس در اسپانیا یاری‌گر او با وجود سن کم در پذیرش عمومی نوآوری‌های تاکتیکی‌اش بود. لوفت‌وافه با بهره‌گیری از این تاکتیک‌ها هنگام آغاز جنگ جهانی دوم دست بالا را در برابر تمامی دشمنان خود داشت. بهره‌وری زیاد این تاکتیک سایر کشورها به‌خصوص متفقین را نیز بر آن داشت در نهایت آن را اقتباس کنند.

## جنگ جهانی دوم

### نبرد فرانسه
مولدرس ماه مارس سال ۱۹۳۹ با درجه سروانی فرمانده اسکادران ۱ از جناح ۵۳ شکاری را در دست گرفت. هنگام آغاز جنگ جهانی دوم یگان او در جریان جنگ تصنعی در حال دفاع از مرزهای غربی با فرانسه بود. در این موقعیت نزدیک بود مولدرس نخستین تلفات جناح خود نام بگیرد. با وجود این که ادعا شده است صبح روز ۸ سپتامبر یک جنگنده اچ-۷۵ فرانسوی به هواگرد او آسیب زده است، دفترچه ثبت وقایع مولدرس برای این روز گزارش از هیچ برخوردی با هواگردهای دشمن بر فراز خط مقدم نمی‌دهد. به هر صورت هواگرد مولدرس در این مورد هنگام بازگشت وادار به فرود اجباری و در حین آن واژگون شد و جراحات جزئی به او وارد آمد. بدین شکل تا روز ۱۵ سپتامبر قادر به پرواز نبود. در این مدت اسکادران او نخستین پیروزی هوایی جناح در جنگ را کسب کرد. به هر صورت، مولدرس با بازگشت به خدمت نخستین پیروزی هوایی خود در جنگ را روز ۲۰ سپتامبر سال ۱۹۳۹ با ساقط کردن یک جنگنده فرانسوی اچ-۷۵ در غرب مرتسیش حاصل نمود. در این مورد، به نقل از گزارش رزمی او، ساعت دو و نیم بعد از ظهر با دسته چهار هواگردی خود به آسمان برخاست تا با شش هواگرد تک‌باله دشمن درگیر شود که در جنوب تری‌یر مشاهده شده بودند. دسته پس از گذر از رود زار در نزدیکی مرتسیش هواگردهای دشمن را در ارتفاع بالاتری دید. مولدرس با یک حرکت قوسی‌شکل به بالای سر آن‌ها اوج گرفت و غافلگیرانه‌ای به عقب‌ترین هواگرد حمله کرد. از فاصله حدود ۵۰ متری بر آن آتش گشود. هواگرد دشمن عمل گریزی صورت داد اما مولدرس با تیراندازی بیشتر به آن آسیب وارد کرد. مولدرس شیرجه زد و دید خود بر هواگرد دشمن را از دست داد؛ چرا که زیر حمله دیگر هواگردهای دشمن قرار گرفته بود. به هر شکل سه خلبان دیگر دسته پیروزی مولدرس را تأیید کردند و گزارش دادند که خلبان فرانسوی بیرون پریده و هواگرد او غرب مرتسیش سقوط کرده است.
در ادامه روز ۱۸ سپتامبر فرماندهی گروه ۳ به‌تازگی‌شکل‌گرفته جناح ۵۳ شکاری به او سپرده شد. او جایگاه پیشین خود را به ستوان یکم هانس-کارل مایر تحویل داد. مولدرس تا پایان سال دو هواگرد دیگر دشمن از جمله نخستین پیروزی گروه در قالب یک بمب‌افکن بریتانیایی بلنهیم در روز ۳۰ اکتبر در نزدیکی کلوسرات، را سرنگون کرد. در مورد دوم روز ۲۲ دسامبر هواگردهای گروه ۳ دو هواگرد شناسایی دورینه دو ۱۷ را از ارتفاع بالاتر در ۲۰ کیلومتری داخل خاک فرانسه در شمال شرقی متس پوشش می‌دادند که سه جنگنده دشمن را در ارتفاع بسیار پایین‌تر مشاهده کردند. مولدرس و ستوان دوم هانس فون هان، فرمانده اسکادران ۸ هر یک یکی از هواگردهای دشمن را سرنگون کردند. مولدرس می‌پنداشت با جنگنده‌های موران-سولنیه فرانسوی مواجه شده است؛ درحالی‌که در حقیقت دو جنگنده هاریکن نیروی هوایی بریتانیا سرنگون شدند. از مجموع یازده پیروی جناح ۵۳ در ماه نوامبر سال ۱۹۳۹ هفت مورد مربوط به گروه ۳ مولدرس بود. یگان او با فاصله موفق‌ترین گروه جناح در نیمه نخست سال ۱۹۴۰ هم بود. دفترچه ثبت وقایع مولدرس نشان‌گر این است که ماموریت‌های رزمی او در این مدت شامل پنج مورد در ماه ژانویه، سه مورد در ماه فوریه، هجده مورد در ماه مارس، ده مورد در ماه آوریل و سه مورد در روزهای ابتدایی ماه مه بود. تا این زمان شمار پیروزی‌های هوایی او به ۹ مورد رسید. آخرین پیروزی او در جنگ تصعنی ساقط کردن یک جنگنده هاریکن در روز ۲۳ آوریل در نزدیکی محل تلاقی مرزهای لوکزامبورگ، فرانسه و آلمان بود. با تهاجم آلمان به فرانسه و کشورهای سفلی از روز ۱۰ مه سال ۱۹۴۰ نبرد هوایی شدت بیشتری گرفت. نخستین پیروزی هوایی مولدرس در نبرد فرانسه با ساقط کردن یک جنگنده بریتانیایی هاریکن در روز ۱۴ مه در شمال نوآروال محقق شد. مولدرس پیروزی‌های هوایی خود را تا روز ۲۷ مه به ۲۰ مورد رساند. او نخستین خلبان جنگنده لوفت‌وافه بود که این تعداد هواگرد دشمن را سرنگون می‌ساخت. بدین جهت، به عنوان نخستین فرد از لوفت‌وافه، روز ۲۹ مه سال ۱۹۴۰ مفتخر به دریافت نشان عالی صلیب شوالیه صلیب آهنین گردید. در این حال نفر بعدی در گروه ۳ جناح ۵۳ شکاری گروهبان یکم هانس گالوبینسکی بود که تنها چهار پیروزی هوایی در کارنامه داشت.
یک هفته بعد، روز ۵ ژوئن هواگرد مولدرس توسط تک‌خال فرانسوی، رنه لرارگ ساقط شد. با چتر نجات در ۶۰ کیلومتری عمق اراضی زیزر سلطه دشمن، بین بلینکور و ساسی-لو-پتی در غرب کومپین فرود آمد. با وجود تلاش برای گریز، یک ساعت بعد به دام سربازان فرانسوی افتاد و اسیر شد. فرانسوی‌ها نشان صلیب شوالیه مولدرس را گرفتند و او را مورد ضرب‌وشتم قرار دادند. تا این زمان او با به انجام رساندن ۱۲۸ مأموریت رزمی، ۲۵ پیروزی هوایی کسب کرده بود. با پیروزی آلمان بر فرانسه، مولدرس روز ۲۵ ژوئن از اسارت آزاد شد. پس از آزادی چند هفته نخست ماه ژوئیه را در مرخصی گذراند.

### نبرد بریتانیا

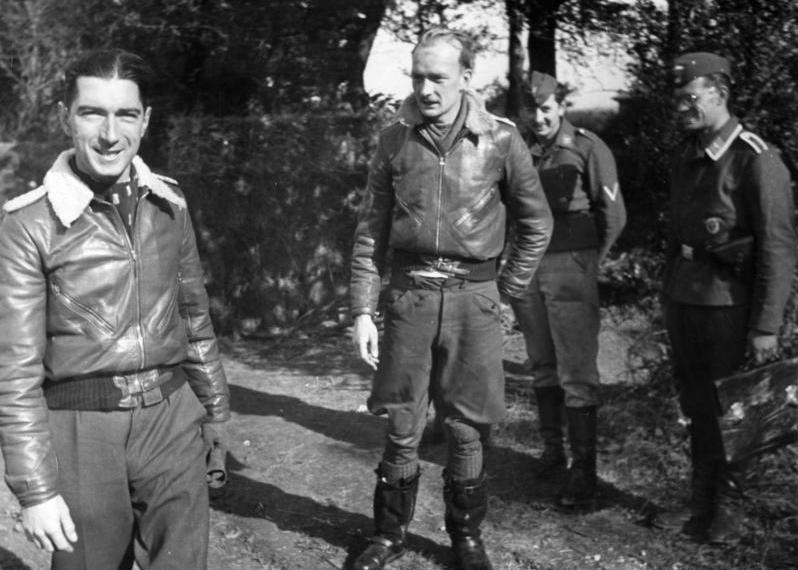
در کنار گئورگ کلاوس، ۱۹۴۰

مولدرس به درجه سرگردی ترفیع یافت و در جریان نبرد بریتانیا، به فرماندهی جناح ۵۱ شکاری برگزیده شد. در این زمان جوان‌ترین فرمانده یک جناح در لوفت‌وافه بود. سروان هارو هاردر جانشین او در فرماندهی گروه ۳ جناح ۵۳ شکاری شد. مولدرس در نخستین گشت‌زنی خود بر فراز انگلستان، روز ۲۸ ژوئیه درگیر نبرد تن‌به‌تن با آدولف مالان، تک‌خال بریتانیایی با هواگرد اسپیت‌فایر، شد. مولدرس در این درگیری سه جنگنده یگان خود را از دست داد و خود از ناحیه هر دو پا مجروح شد. به هر صورت توانست هواگرد آسیب‌دیده خود را به پایگاه هوایی ویسان در شمال فرانسه برساند و فرود اضطراری کند. به عملیات در فراز بریتانیا ادامه داد و روز ۲۱ سپتامبر سال ۱۹۴۰ به چهلمین پیروزی هوایی خود رسید. این موفقیت برگ‌های بلوط را بر نشان صلیب شوالیه او به عنوان نخستین خلبان لوفت‌وافه، به ارمغان آورد. موفقیت‌های مولدرس ادامه پیدا کرد و در ماه اکتبر او نخستین خلبان در جنگ شد که ۵۰ پیروزی هوایی دست یافته است. از روز ۱۱ نوامبر برای مدتی با ابتلا به آنفولانزا زمین‌گیر شد اما همچنان خلبانان یگان خود را به کمک ارتباطات رادیویی هدایت می‌کرد. وقتی متوجه ساقط شدن ستوان یکم گئورگ کلاوس، هم‌بال خود در کانال مانش شد به یگان‌های هوایی-دریایی نجات دستور داد او را بازیابی کنند. با غیرممکن اعلام شدن این اقدام، مولدرس در پروازی بسیار خطرناک، خود با همان حال بیماری در همراهی با شخص دیگری، در جست‌وجوی هم‌قطارش تا پای‌رود تیمز رفت اما بدون حصول مقصود بازگشت. سال ۱۹۴۰ را با ۵۵ پیروزی هوایی به پایان رساند. آخرین یک جنگنده هاریکن بود که بعد از ظهر روز ۱ دسامبر در نزدیکی ساحل کنت توسط او ساقط شد.

### جبهه شرقی
مولدرس تا بهار سال ۱۹۴۱ در جبهه کانال مانش باقی ماند؛ تا این که جناح ۵۱ شکاری به منظور عملیات بارباروسا، تهاجم آلمان به شوروی، به شرق لهستان منتقل گشت. تا این زمان شمار پیروزی‌های هوایی او ۶۸ مورد بود. مولدرس ساعات آغازین عملیات چهار هواگرد دشمن شامل یک جنگنده آی-۱۵۳ و سه بمب‌افکن اس‌بی را ساقط کرد. سه مورد آخر تنها در عرض چهار دقیقه در حدود ساعت ۱۲:۳۰ سرنگون شدند. مولدرس، با ۷۲ پیروزی هوایی، همان روز ۲۲ ژوئن سال ۱۹۴۱ تلگراف تبریک از جانب هیتلر و شمشیرهای نشان صلیب شوالیه را دریافت نمود. روز بعد هواگردهای یگان او با توپ‌های خودکار خود دست کم ۲۵ تانک ارتش سرخ را در نزدیکی پروژانی منهدم و راه را برای گروه زرهی ۲ هاینتس گودریان باز کردند. روز ۳۰ ژوئن موفقیت‌های مولدرس با درجه سرهنگ دومی به عنوان نخستین تک‌خال جهان از ۸۰ پیروزی هوایی گذشت. متعاقباً، مولدرس روز ۱۵ ژوئیه با سرنگون کردن یک بمب‌افکن پی‌ایی-۲ به نخستین فرد در تاریخ با ۱۰۰ پیروزی هوایی بدل شد. این موضوع سبب گشت مولدرس همان روز ۱۵ ژوئیه سال ۱۹۴۱ به عنوان نخستین نظامی آلمانی الماس‌های نشان صلیب شوالیه را نیز دریافت کند. به جهت اجتناب از آثار سو تبلیغاتی از رفتن فردی در جایگاه او، رایشس‌مارشال گورینگ بلافاصله مولدرس را از هر گونه پرواز عملیاتی دیگری منع کرد. مولدرس درحالیکه تنها ۲۸ سال داشت، روز ۲۰ ژوئیه به درجه سرهنگ تمامی نائل آمد و روز ۷ اوت به عنوان بازرس کل نیروهای جنگنده برگزیده شد. بر خلاف فرمان گورینگ، مولدرس به پروازهای رزمی موردی ادامه داد. در این موارد چند پیروزی هوایی دیگر در جبهه شرقی کسب کرد اما با توجه به ممنوعیت پرواز برای او، رسماً به تأیید نرسید.

## مرگ

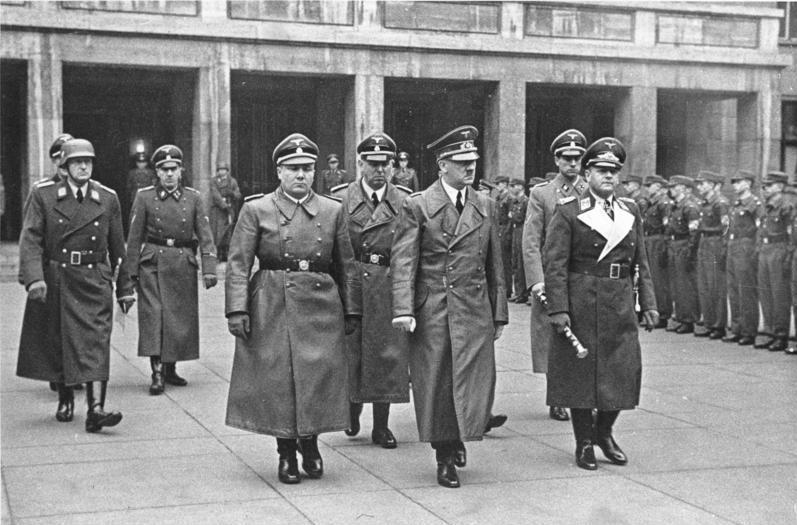
مراسم خاکسپاری مولدرس

مولدرس در جریان مراحل آغازین کارزار کریمه و تلاش آلمانی‌ها برای ورود به این شبه‌جزیره، یک گروه رزمی متشکل از اشتوکاها، جنگنده‌ها و هواگردهای تهاجمی را شخصاً فرماندهی می‌کرد. او هر روز سوار بر یک هواگرد فیزلر اشتورش از خط مقدم سرکشی می‌نمود. رایش‌مارشال گورینگ روز ۲۱ نوامبر گیره طلایی الماس‌آزین جنگنده را به مولدرس اعطا کرد. در حالیکه خود قصد داشت برای درخواست تدارکات به آلمان بازگردد، در پی خودکشی ارتشبد ارنست اودت، به فرمان گورینگ به برلین احضار شد تا به عنوان عضوی از گارد احترام در مراسم خاکسپاری او شرکت کند. مولدرس به عنوان مسافر یک بمب‌افکن هاینکل هائی ۱۱۱ در یک آب‌وهوای بد از پایگاه هوایی چاپلینکا به هوا برخاست. این هواگرد در شرایط بد آب‌وهوایی در لمبرگ وادار به فرود شد. با وجود گزارش آب‌وهوای بدتر در ادامه مسیر و درخواست ستوان یکم کولبه، خلبان هواگرد، مبنی بر اجتناب از پرواز مجدد، مولدرس اصرار بر رسیدن بدون تأخیر به برلین داشت. هنگام وزش شدید باد و بارش باران، در پی مصرف بالا و کمبود سوخت یکی از موتورهای هواگرد در نزدیکی برسلاو از کار افتاد. درحالیکه که خلبان سعی در کاهش ارتفاع و فرود داشت موتور دیگر نیز خاموش شد. هواگرد به هر سرعت به یک راه‌آهن کابلی در مجاورت پایگاه هوایی نزدیک می‌شد که کولبه تلاش کرد جهت اجتناب از برخورد به آن ارتفاع را مجدداً افزایش دهد. به هر صورت هواگرد دچار واماندگی شد و به شدت به زمین برخورد کرد. سرهنگ ورنر مولدرس در نهایت در اثر این حادثه روز ۲۲ نوامبر سال ۱۹۴۱ جان باخت. سرهنگ گالانت جای او را در بازرسی کل نیروهای جنگنده گرفت.
مولدرس روز ۲۸ نوامبر در یک مراسم حکومتی با حضور هیتلر و گورینگ و ده‌ها هزار شرکت‌کننده دیگر، در حلقه خلبانان تک‌خال به گورستان اینوَلیت در برلین منتقل و در نزدیکی مانفرد فون ریشتهوفن، تک‌خال جنگ جهانی اول، دفن شد.

## عقاید و شخصیت
مولدرس یک کاتولیک معتقد بود و هیچگاه از عقاید مذهبی خود کوتاه نیامد. او با تمامی مکاتبی که ریشه در ماده‌گرایی داشتند، به شدت مخالف بود. با وجود سن کم به جهت روحیه متوازن و توسعه‌یافته مورد احترام و ستایش هم‌قطاران و زیردستان خود بود و برای نخستین بار در اسکادران ۱ جناح ۵۳ شکاری «فاتی» در زبان آلمانی به معنای محاوره‌ای «بابا»، لقب گرفت. سرگرد هارتمان گراسر، خلبان تک‌خال که مدتی آجودان مولدرس در جناح ۵۱ شکاری بود، او را «مردی بسیار تحصیل‌کرده و خیلی باهوش با شخصیتی فوق‌العاده خوب» توصیف کرده است که با «رشدی فراتر از سنش» عامل به «انضباط خوب بدون سخت‌گیری و درک اشتباهات دیگران» بود. به هر صورت مولدرس فردی سخت‌اراده، جدی و ساکت بود که به ندرت خنده بر لبانش ظاهر می‌شد.

## جوایز
- صلیب اسپانیایی طلایی با شمشیرها و الماس‌ها: ۶ ژوئن ۱۹۳۹
- صلیب شوالیه صلیب آهنین: ۲۹ مه ۱۹۴۰
  - برگ‌های بلوط: ۲۱ سپتامبر ۱۹۴۰
  - شمشیرها: ۲۲ ژوئن ۱۹۴۱
  - الماس‌ها: اکتبر ۱۵ ژوئیه ۱۹۴۱
- گیره طلایی الماس‌آزین جنگنده: ۲۱ نوامبر ۱۹۴۱

## یادداشت
1. ↑  Rotte
2. ↑  Schwarm
3. ↑  شرایط دریافت این نشان بعدها بسیار سخت‌تر شد به‌وجهی که سرهنگ هرمان گراف با ۱۷۲ پیروزی هوایی در ماه سپتامبر سال ۱۹۴۲ و سرگرد اریش هارتمان با ۳۰۱ پیروزی هوایی در ماه اوت سال ۱۹۴۴ الماس‌ها را دریافت کردند.[۲۳]
4. ↑  Vati